# House (TV-serie)
House (även kallat House, M.D.) är en amerikansk TV-serie från 2004 av David Shore i sjukhusmiljö. Huvudpersonen Dr. Gregory House spelas av Hugh Laurie, bifigurer spelas av bland andra Lisa Edelstein och Omar Epps. Serien sändes från början på Fox i åtta säsonger mellan 16 november 2004 och 21 maj 2012.  Det sista avsnittet sändes i USA den 21 maj 2012, och sista säsongen i svensk TV startade den 4 september 2012, och sändes i 23 avsnitt.
Serien handlar om den skicklige men också något egensinnige och cyniske läkaren Dr. Gregory House (Hugh Laurie) och hans läkarteam som varje vecka tar sig an ett nytt medicinskt mysterium. TV-serien har belönats med ett flertal priser, bland andra en Emmy och en Golden Globe.

## Rollista (huvudfigurer)
| Rollfigur                  | Skådespelare        | Jobb | Medicinsk specialitet                             |
| -------------------------- | ------------------- | --- | ------------------------------------------------- |
| Dr. Gregory House          | Hugh Laurie         | - Chef för avdelningen för diagnostisk medicin, seriens protagonist. | - Infektionssjukdomar - Nefrologi (njursjukdomar) |
| Dr. Lisa Cuddy             | Lisa Edelstein      | - Chef för sjukhuset Princeton-Plainsboro Teaching Hospital i New Jersey - Dekanus för medicinfakulteten - Medlem av Princeton-Plainsboro Teaching Hospitals styrelse - Medlem av organtransplantations-kommittén | - Endokrinologi                                   |
| Dr. James Wilson           | Robert Sean Leonard | - Chef för onkologiavdelningen - Medlem av Princeton-Plainsboro Teaching Hospitals styrelse - Medlem av organtransplantations-kommittén                                                                           | - Onkologi                                        |
| Dr. Eric Foreman           | Omar Epps           | - Avdelningen för diagnostisk medicin | - Neurologi                                       |
| Dr. Allison Cameron        | Jennifer Morrison   | - Akutvården | - Immunologi                                      |
| Dr. Robert Chase           | Jesse Spencer       | - Kirurg | - Internmedicin                                   |
| Dr. Chris Taub             | Peter Jacobson      | - Avdelningen för diagnostisk medicin | - Plastikkirurgi                                  |
| Dr. Lawrence Kutner        | Kal Penn            | - Avdelningen för diagnostisk medicin | - Sport-relaterad medicin - Rehab                 |
| Dr. Remy "Thirteen" Hadley | Olivia Wilde        | - Avdelningen för diagnostisk medicin | - Internmedicin                                   |
| Dr. Martha Masters         | Amber Tamblyn       | - Avdelningen för diagnostisk medicin | - Medicinstudent                                  |
| Dr. Jessica Adams          | Odette Annable      | - Avdelningen för diagnostisk medicin | - Internmedicin                                   |
| Dr. Chi Park               | Charlyne Yi         | - Avdelningen för diagnostisk medicin | - Internmedicin - Neurologi                       |

## Avsnitt
Huvudartikel: Lista över avsnitt av House

## Produktion
House sändes av Fox. Serien producerades av fyra olika bolag: Bad Hat Harry Productions (Brian Singer), Shore Z Productions (David Shore) och Heel and Toe Films (Paul Attanasio, Katie Jacobs). Dessa personer var ansvariga för produktionen av House och var producenter.

## På TV & DVD

### På TV
Första avsnittet sändes 16 november 2004, i USA. Serien har sedan dess växt i popularitet och är idag ett av de populäraste programmen på FOX. Sista säsongen i Sverige påbörjas under hösten 2012.
I Sverige började första säsongen sändas på Canal+ hösten år 2005. För närvarande är det TV4 och Canal+ som visar serien i Sverige. TV4+ visar Houserepriser från TV4 och Säsong 7.

### På DVD
Nedan visas utgivningsplanen för House på DVD. Observera att utgivningsplanen endast är preliminär och kan när som helst ändras av filmbolaget.
| DVD Namn           | Region 1        | Region 2          | Region 2, svensk utgåva |
| ------------------ | --------------- | ----------------- | ----------------------- |
| House M.D Säsong 1 | 30 augusti 2005 | 27 februari 2006  | 20 september 2006       |
| House M.D Säsong 2 | 22 augusti 2006 | 23 oktober 2006   | 19 januari 2007         |
| House M.D Säsong 3 | 21 augusti 2007 | 5 november 2007   | 4 mars 2009             |
| House M.D Säsong 4 | 19 augusti 2008 | November 2008     | 20 oktober 2009         |
| House M.D Säsong 5 | 25 augusti 2009 | 5 oktober 2009    | 13 oktober 2010         |
| House M.D Säsong 6 | 31 augusti 2010 | 27 september 2010 | 19 oktober 2011         |
| House M.D Säsong 7 | 30 augusti 2011 | 26 september 2011 | -                       |

### Fotnoter
1. ↑  ”House” (på engelska). TV.Com. http://www.tv.com/shows/house/. Läst 26 januari 2017.